# Див керевиз
Дивият керевиз (Anthriscus cerefolium), наричан още кервел, шушан или балдаранолистен азмацуг, е едногодишно тревисто растение от семейство Сенникови, използвано в кулинарията като подправка. Растението е включено в списъка на лечебните растения съгласно Закона за лечебните растения.
Използва се за подправяне на храни със слаб вкус като птиче месо, някои морски дарове и млади зеленчуци, за овкусяване на оцет от бяло вино и като поръска на меки сирена.
Етеричномаслено растение, разпространено в Югоизточна Европа и Западна Азия. В България се среща в цялата страна, но предимно в Родопите и Централна Стара планина до 1100 м надморска височина. Предпочита хладни сенчести места.
Ползва се като билка. Не бива да се бере от неопитни билкари, защото може да се сбърка с отровния бучиниш (Conium maculatum) или с дивия магданоз, син. лъскавче (Aethusa cynapium), който също е токсичен.
Любителите кулинари могат да го отглеждат като балконска подправка в саксия от закупени семена.
Съставка е във френската подправкова смес „фин ерб“ (fines herbes), която съдържа още магданоз, естрагон и див лук (резанец, чайвз). Някои готвачи го наричат „магданоз на гастронома“. В ястията се слага накрая, защото при топлинна обработка се губят вкусовите му качества.
В традиционната българска кухня се използва леко попарен като салата или туршия.